# Pedro, el grande: El testamento
Pedro, el Grande: El testamento (Пётр Первый. Завещание) es una serie de televisión rusa basada en los últimos años del reinado de Pedro I de Rusia, más tarde conocido por el sobrenombre de Pedro el Grande emitida por Rossiya 1 en mayo de 2011. En España se lanzó en DVD en junio de 2012.
Está protagonizada por Alexander Baliyev en papel del zar, Elizabeth Boyar como Maria Cantemir y Irina Rozanov como la zarina Catalina I de Rusia y ha sido dirigida por el veterano director ruso Vladimir Bortko.

## Argumento
El zar Pedro I de Rusia tiene graves problemas de salud y se encuentra en los últimos años de su reinado sin un heredero por lo que decide convertir a Maria Cantemir en su amante que rápidamente se queda embarazada, esto provocará recelos, temores e intigras en la toda la Corte, especialmente en la zarina con un gran miedo a ser apartada como ya lo fue la primera esposa del zar, Edoxia. Otro de los temas que se refleja en la serie es la constante insistencia y la toma de medidas políticas del Zar para convertir a Rusia en un país integrado en Europa.

## Reparto
- Alexander Baluyev — Pedro
- Elizabeth Boyar — Maria Cantemir
- Irina Rozanov — Catalina
- Sergei Makovetsky — Alexander Menshikov